# Cueva de los Letreros

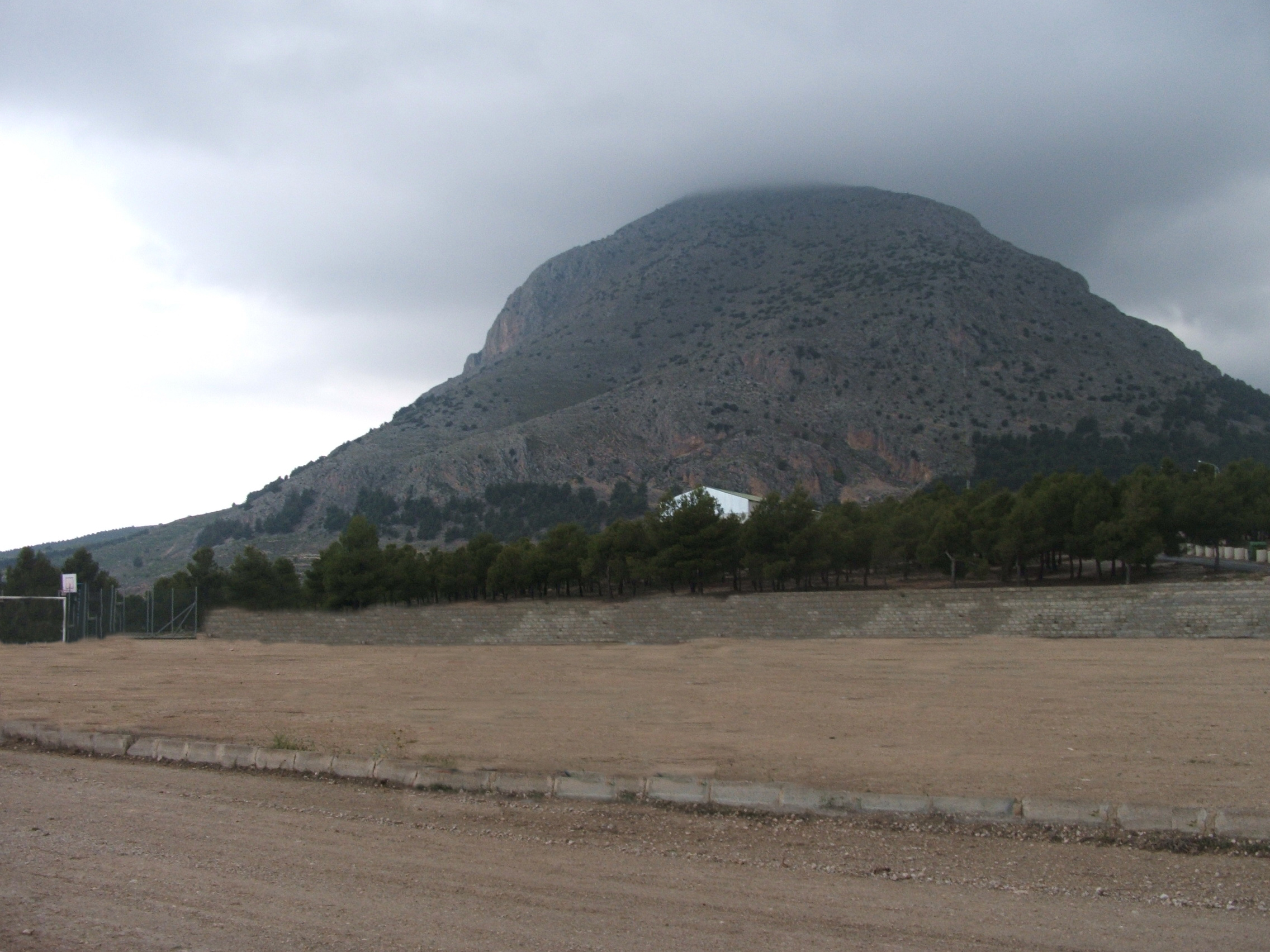
Der Hügel der Höhle

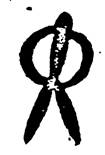
Arquero

Die im 19. Jahrhundert entdeckte Cueva de los Letreros (deutsch „Höhle der Zeichen“) in Vélez-Rubio bei Vélez-Blanco, in Andalusien in Spanien, ist eine Höhle im Parque natural de Sierra María-Los Vélez mit steinzeitlicher figurativer Kunst.

## Beschreibung
Die Höhle der Zeichen ist neben der Cueva de Ambrosio eine der wichtigsten im Süden der Iberischen Halbinsel. Sie ist etwa 25,0 Meter breit und etwa sechs Meter tief.
Ihre Bilder sind in Blöcke unterteilt. Die wichtigsten sind an der linken Wand zu finden. Die überraschend frisch aussehenden, roten und braunen Skizzen von Menschen (Arqueros – dt. Bogenschützen), Tieren und astronomischen Zeichen wurden auf 4000 v. Chr. datiert und gehören zu den ältesten Menschendarstellungen. Die Höhle ist seit 1924 Nationalmonument und seit kurzem historisches Monument der Menschheit.